# 川村郁夫
川村 郁夫（、1933年〈昭和8年〉3月22日 - ）は、日本の元俳優。三重県出身。

## 来歴・人物
東宝の専属俳優。書籍『ゴジラ大百科 [メカゴジラ編]』では、「新東宝でなら二枚目もつとまるのではないかというような、なかなかの好男子」と評している。
1951年、明治大学在学中に帝国劇場の研究生となり、初舞台を踏む。その後、東宝に入社し、短期間ではあるが、ジャンルを問わず多くの作品に脇役として出演した。
後に川村は、映画俳優に転向したきっかけについて「社長が東宝の森岩雄さんに「帝劇の連中の面倒を見てくれ」と。それで僕は契約するんです」と回想している。
1964年に芸能界を引退した。

## 出演作品

### 東宝
全て製作・配給は東宝である。
- 『空の大怪獣 ラドン』：監督本多猪四郎、1956年12月26日公開 - 警官[2]
- 『最後の脱走』：監督谷口千吉、1957年8月25日公開 - 馬賊
- 『智惠子抄』：監督熊谷久虎、1957年9月8日公開
- 『大学の侍たち』：監督青柳信雄、1957年9月22日公開
- 『遙かなる男』：監督谷口千吉、1957年12月10日公開
- 『結婚のすべて』：監督岡本喜八、1958年5月26日公開
- 変身人間シリーズ
  - 『美女と液体人間』：監督本多猪四郎、1958年6月24日公開 - 本署の警官[3]、真木博士の助手[1][2][注釈 1]
  - 『電送人間』：監督福田純、1960年4月10日公開[注釈 1]
- 『奥様三羽烏』：監督青柳信雄、1959年5月12日公開 - 有賀三郎
- 『銀座のお姐ちゃん』：監督杉江敏男、1959年7月14日公開
- 『戦国群盗伝』：監督杉江敏男、1959年8月9日公開 - 駿之助
- 愚連隊シリーズ
  - 『独立愚連隊』：監督岡本喜八、1959年10月6日公開
  - 『独立愚連隊西へ』：監督岡本喜八、1960年10月30日公開 - トラック運転手
  - 『どぶ鼠作戦』：監督岡本喜八、1962年6月1日公開 - 高級参謀B
- 『日本誕生』：監督稲垣浩、1959年11月1日公開 - 尾張の民
- 『女が階段を上がる時』：監督成瀬巳喜男、1960年1月15日公開 - 藤崎の部下
- 『サラリーマン出世太閤記 完結篇 花婿部長No.1』：監督筧正典、1960年3月29日公開
- 『お姐ちゃんはツイてるぜ』：監督筧正典、1960年11月19日公開
- 『南の風と波』：監督橋本忍、1961年2月14日公開 - 青年会会長の青年
- 『モスラ』：監督本多猪四郎、1961年7月30日公開 - インファント島民[2]、自衛隊員[2]、ほか
- 『世界大戦争』：監督松林宗恵、1961年10月8日公開 - プレスクラブ運転手[2]
- 『野盗風の中を走る』：監督稲垣浩、1961年11月22日公開 - 立札の侍3
- 『サラリーマン権三と助十』：監督青柳信雄、1962年1月28日公開
  - 『サラリーマン権三と助十 恋愛交叉点』：監督青柳信雄、1962年11月17日公開
- 『海底軍艦』：監督本多猪四郎、1963年12月12日 - 轟天建武隊[1][注釈 1]
- 『モスラ対ゴジラ』：監督本多猪四郎、1964年4月29日公開 - 操縦士